# Campeonato de Wimbledon 1926
La edición 46.º del Campeonato de Wimbledon se celebró entre el 21 de junio y el 3 de julio de 1926 en las pistas del All England Lawn Tennis and Croquet Club de Wimbledon, Londres, Inglaterra.
El cuadro individual masculino lo iniciaron 128 jugadores mientras que el femenino lo iniciaron 64 tenistas.

## Hechos destacados
En la competición individual masculina se impuso el francés Jean Borotra logrando el segundo título que obtendría en el torneo al imponerse en la final al americano Howard Kinsey.
En la competición individual femenina la victoria fue para la británica Kathleen McKane Godfree logrando el segundo título que obtendría en Wimbledon al imponerse a la española Lilí Álvarez.

## Palmarés
| Seniors              | Vencedor                               | Resultado          | Finalista                             | Finalista |
| -------------------- | -------------------------------------- | ------------------ | ------------------------------------- | --------- |
| Individual masculino | Jean Borotra                           | 8–6, 6–1, 6–3      | Howard Kinsey                         |           |
| Individual femenino  | Kitty McKane Godfree                   | 6–2, 4–6, 6–3      | Lilí Álvarez                          |           |
| Dobles masculino     | Henri Cochet Jacques Brugnon           | 7–5, 4–6, 6–3, 6–2 | Howard Kinsey Vincent Richards        |           |
| Dobles femenino      | Mary Browne Elizabeth Ryan             | 6–1, 6–1           | Kathleen McKane Godfree Evelyn Colyer |           |
| Dobles mixto         | Kathleen McKane Godfree Leslie Godfree | 6–3, 6–4           | Mary Browne Howard Kinsey             |           |

## Cuadros Finales

### Torneo individual  femenino
| Predecesor: 1925                         | Campeonato de Wimbledon 1926 | Sucesor: 1927                                       |
| Predecesor: Torneo de Roland Garros 1926 | Grand Slam 1926              | Sucesor: Campeonato nacional de Estados Unidos 1926 |

- Datos: Q337124